# Купчинський Євген Іванович
Євге́н Купчи́нський (19 червня 1867, с. Оглядів, Радехівського району, Львівської області — 28 серпня 1938, с. Сороцьке, Теребовлянського району, Тернопільської області) — український галицький греко-католицький священник, композитор, хоровий диригент і віртуоз-цитрист.

## Життєпис
Євген Купчинський народився 19 червня 1867 року в селі Оглядів, тепер Радехівського району на Львівщині, у сім'ї священика Івана Купчинського та Олени Авдиковської.
Навчаючись у Львівській гімназії, учився грати на цитрі й фортепіано. Виступав на концертах. У 1891 році закінчив у Львові духовну семінарію, у якій поглибив свої знання з музики та оволодів практикою диригування.
Євген Купчинський — один з неперевершених віртуозів Галичини свого часу. Його творча, концертна, громадська і проповідницька діяльність була пов'язана з Тернопільщиною. Тут він створив більшість своїх композицій. Євген Купчинський був священником у Білківцях та Богданівці на Зборівщині (1893—1899), у Гримайлові (1900), у Сороцькому на Теребовлянщині (1905—1938). Відзначився як обдарований проповідник-духівник, патріот і громадський діяч Теребовлянщини.
Великою заслугою Купчинського є організація сільських хорів у селі Ріпнів, що на Львівщині, та селі Сороцькому, де з 1906 року він довго очолював церковно-освітянський мішаний хор.
Творча спадщина Купчинського-композитора нараховує 70 творів. Із них 64 — для цитри. Палітра його творчості відзначається багатством жанрів: музичними партіями, маршами, фантазіями, польками, вальсами, полонезами, романсами, танцювальними п'єсами, піснями для мішаного хору. Твори Євгена Купчинського для цитри — концерт на теми з опери Миколи Лисенка «Наталка Полтавка», фантазія на теми «Різдвяної ночі» та концерт-фантазія «Ні звідки потіхи», марші  — «За вітчизну» та «Зелена рута» (у яких відчувається значний вплив австро-німецької музики з відгуками старогалицької пісні), твори жанрово-побутової музики «Життя», «Чом ти, Галю, не танцюєш», музична картина «У своїй хаті», сюїта «Весілля». Він видав збірку своїх творів «Три пісні», десять випусків «Композиції на цитру».
Твори для цитри часто входили до репертуару багатьох концертів, що їх організовували різні музичні товариства та ентузіасти музичної просвіти серед населення. Важливу роль у популяризації інструмента відіграла участь виконавців-цитристів в «артистичних мандрівках» хору Академічного братства під керівництвом Остапа Нижанківського, а згодом так званої «дванадцятки». Перша з них відбулася в 1889 році за маршрутом Стрий — Броди — Золочів — Зборів — Тернопіль. Серед її учасників був, зокрема, Євген Купчинський, який, маючи прекрасний голос (низький бас), не тільки співав у хорі, але і виконував сольні номери на цитрі. Як соліст-цитрист він часто виступав у Львові, Перемишлі, Стрию, Тернополі та інших містах, де влаштовувалися концерти на честь Тараса Шевченка, музично-вокальні концерти хорових колективів «Академічне братство», «Боян», «Бандурист». Крім власних композицій він виконував твори Миколи Лисенка, Фредерика Шопена, Франца Шуберта, Роберта Шумана, які переклав для цитри.
Помер Євген Купчинський 28 серпня 1938 року в селі Сороцькому, де й похований.

## Цікаво знати
- У Теребовлянському музеї-майстерні серед експонатів є цитра Євгена Купчинського.